# Groveland, Massachusetts
Groveland är en kommun (town) i Essex County i delstaten  Massachusetts, USA. Vid folkräkningen år 2000 bodde 6 038 personer på orten. Den har enligt United States Census Bureau en area på totalt 24,4 km² varav 1,2 km² är vatten.